# Austrabbane
Austrabbane är en bergstopp i Antarktis. Den ligger i Östantarktis. Norge gör anspråk på området. Toppen på Austrabbane är 1 398 meter över havet.
Terrängen runt Austrabbane är huvudsakligen platt, men västerut är den kuperad. Trakten är obefolkad. Det finns inga samhällen i närheten.